# Amomum sabuanum
Amomum sabuanum ist eine Pflanzenart aus der Gattung Amomum innerhalb der Familie der Ingwergewächse (Zingiberaceae).  Sie kommt im nordöstlichen Indien vor.

## Beschreibung

### Vegetative Merkmale
Amomum sabuanum wächst als ausdauernde, krautige Pflanze, die Wuchshöhen von 1,2 bis 2 Metern erreichen kann. Die kräftigen und steifen Rhizome bilden keine Ausläufer, werden 4 bis 5 Zentimeter dick, sind innen cremeweiß gefärbt und außen mit Schuppen bedeckt. Von jedem Rhizom gehen mehrere büschelartig zusammenstehende, kräftige Sprossachsen ab. An der Basis haben die Stängel an der Außenseite flaumig behaarte Blattscheiden, welche zwischen 3 und 4 Zentimeter breit sind. Diese Blattscheiden sind an der Basis dunkel violett bis weinrot gefärbt, die grüne Spitze ist rosarot gesprenkelt und die Ränder sind gewimpert. Die ganzrandigen, ledrigen und weinroten Blatthäutchen sind auf der Außenseite flaumig mit Haaren besetzt und werden 0,4 bis 0,9 Zentimeter lang; ihr oberes Ende ist abgerundet.
Jeder Stängel besitzt fünf bis sieben Laubblätter. Die wechselständig angeordneten Laubblätter sind in Blattstiel und Blattspreite gegliedert. Der grüne gefärbte und rosafarben gesprenkelte Blattstiel ist 3 bis 6 Zentimeter lang und ist innen dicht behaart während die Außenseite kahl ist. Die einfache Blattspreite ist bei einer Länge von 40 bis 73 Zentimetern und einer Breite von 9,5 bis 18,5 Zentimetern verkehrt-eiförmig mit keilförmiger Blattbasis und zugespitztem oberen Ende, welches bis zu 1,5 Zentimeter lang werden kann. Die dunkelgrüne Blattoberseite ist wie die blaugrüne Blattunterseite mit Ausnahme des Blattrandes unbehaart. Die kahle Mittelrippe ist rosafarben und die Blätter weisen zahlreiche, angedrückte Blattnerven auf. Die Blattränder sind bewimpert und etwas gewellt.

### Generative Merkmale
Die Blütezeit sowie die Fruchtreife von Amomum sabuanum umfasst die Monate Mai bis August. Direkt aus dem Rhizom entwickelt sich auf einem bis zu 1 Zentimeter langen Blütenstandsschaft ein wickelartiger Blütenstand, der 6,5 bis 10,5 Zentimeter lang ist und in dem zahlreiche Blüten dicht zusammen stehen. Die äußeren, sterilen und braunen sowie an der Außenseite goldgelb behaarten Deckblätter sind bei einer Länge von 2,7 bis 3,5 Zentimetern sowie einer Breite von 2 bis 3 Zentimetern breit eiförmig. Die inneren, weißen sowie an der Außenseite dicht behaarten Deckblätter sind bei einer Länge von 3 bis 3,2 Zentimetern sowie einer Breite von 1,3 bis 1,8 Zentimetern länglich; ihre Spitze ist abgerundet. Jedes der Deckblätter trägt drei bis vier voll entwickelte sowie ein bis zwei kaum entwickelte Blüten. Die nicht röhrenförmigen und weißen Vorblätter sind bei einer Länge von 1 bis 4 Zentimeter sowie einer Breite von 0,5 bis 1,3 Zentimeter lanzettlich bis dreieckig, ihre Spitze ist spitz und ihre Außenseite dicht flaumig behaart.
Die zwittrigen, weißen und blass rosa gesprenkelten Blüten sind bei einer Länge von 5,8 bis 7 Zentimetern zygomorph und dreizählig mit doppelten Perianth. Die drei annähernd gleich großen, außen flaumig behaarten, weißen Kelchblätter sind röhrenförmig miteinander verwachsen und sind 4 und 4,6 Zentimeter lang und zwischen 0,4 und 0,9 Zentimeter breit. Alle drei Kelchblätter sind an der Spitze gehörnt. Die weißen und rosarot gesprenkelten Kronblätter sind zu einer 2,4 bis 2,7 Zentimeter langen und 0,6 bis 0,7 Zentimeter breiten Kronröhre mit drei ebenfalls weißen und rosarot gesprenkelten Kronlappen verwachsen, die an der Außenseite flaumig und an der Innenseite zottig behaart sind. Der mittlere, an der Innenseite kahle Kronlappen ist bei einer Länge von 3 bis 3,2 Zentimetern und einer Breite von 1,3 bis 1,4 Zentimetern länglich mit verdeckten, scharf zugespitzten oberen Ende. Die beiden seitlichen Kronlappen sind bei einer Länge von 2,6 bis 2,8 Zentimetern sowie einer Breite von 1,1 bis 1,3 Zentimetern etwas kleiner, aber ebenfalls länglich geformt und auf einer Seite etwas gefaltet. Nur das mittlere der 2,2 bis 2,5 Zentimeter langen Staubblätter des inneren Kreises ist fertil; es besitzt einen rund 1,1 Zentimeter langen und 0,5 bis 0,6 Zentimeter breiten, an der Außenseite behaarten, cremeweißen Staubfaden. Die zwei cremeweißen Hälften des Staubbeutels sind bei einer Länge von 1,2 bis 1,3 Zentimetern länglich geformt. Drei der Staminodien des inneren Kreises sind zu einem weißen mit rosaroten Sprenkeln versehenen und in der Mitte dunkel rosaroten, verkehrt-eiförmigen Labellum verwachsen, welches 3 bis 3,1 Zentimeter lang und 2,2 bis 2,6 Zentimeter breit ist. Das Labellum hat einen schrumpelig wirkenden, fein gekerbten Rand und ist an der Innenseite entlang der Mittelachse flaumig mit Haaren besetzt. Die seitlichen, unbehaarten, weißen und rosa gesprenkelten Staminodien bei einer Länge von 0,7 bis 0,9 Zentimetern sowie einer Breite von 0,2 bis 0,3 Zentimetern lanzettlich geformt. Drei Fruchtblätter sind zu einem dreikammerigen und 0,5 bis 0,7 Zentimeter langen und rund 0,7 Zentimeter breiten, dicht flaumig behaarten, kugelförmigen Fruchtknoten verwachsen mit zahlreichen Samenanlagen in jeder Fruchtknotenkammer. Der etwa 4,4 Zentimeter lange Griffel ist unbehaart. Die becherförmige, rot gesprenkelte Narbe hat einen Durchmesser von rund 1 Millimeter.
Jeder Blütenstand kann zahlreiche Kapselfrüchte bilden, welche sich in einem 10 bis 12 Zentimeter langen Fruchtstand befinden. Die bei einer Länge von 2 bis 2,5 Zentimetern und einer Dicke von 2,5 bis 3 Zentimetern kugelförmigen Kapselfrüchte sind zur Reife weinrot gefärbt und grün gesprenkelt. Sie besitzen eine flaumig behaarte Oberfläche und enthalten viele Samen. Die eckigen braunen Samen werden 3 bis 4 Millimeter lang, ebenso breit und besitzen einen weißen Arillus. Die Samen verströmen einen wohlriechenden Geruch.

## Vorkommen
Das natürliche Verbreitungsgebiet von Amomum sabuanum liegt in dem im nordöstlichen Indien gelegenen Bundesstaat Sikkim. Es umfasst dort soweit bisher bekannt nur die im Distrikt East Sikkim gelegenen Berge des Himalaya-Gebirges. Man findet sie dort in Höhenlagen von über 1000 Metern.

## Taxonomie
Die Erstbeschreibung als Amomum sabuanum erfolgte 2014 durch V. P. Thomas, V. A. Muhammed Nissar und U. Gupta in Phytotaxa, Band 159, Nummer 2, Seite 122. Das Artepitheton sabuanum ehrt den indischen Botaniker Mamiyil Sabu, welcher sich in der Taxonomie der indischen Vertreter der Ingwergewächse (Zingiberaceae) verdient gemacht hat.